# Åsgårdstrand
Åsgårdstrand is een plaats in de Noorse gemeente Horten, provincie Vestfold. Åsgårdstrand telt 2847 inwoners (2007) en heeft een oppervlakte van 1,88 km².
De schilder Edvard Munch (1863-1940) had hier een huisje. Belangrijke stukken uit zijn oeuvre zijn hier ontstaan. Åsgårdstrand is onder meer te zien op het beroemde schilderij De Schreeuw en op Meisjes op de pier.

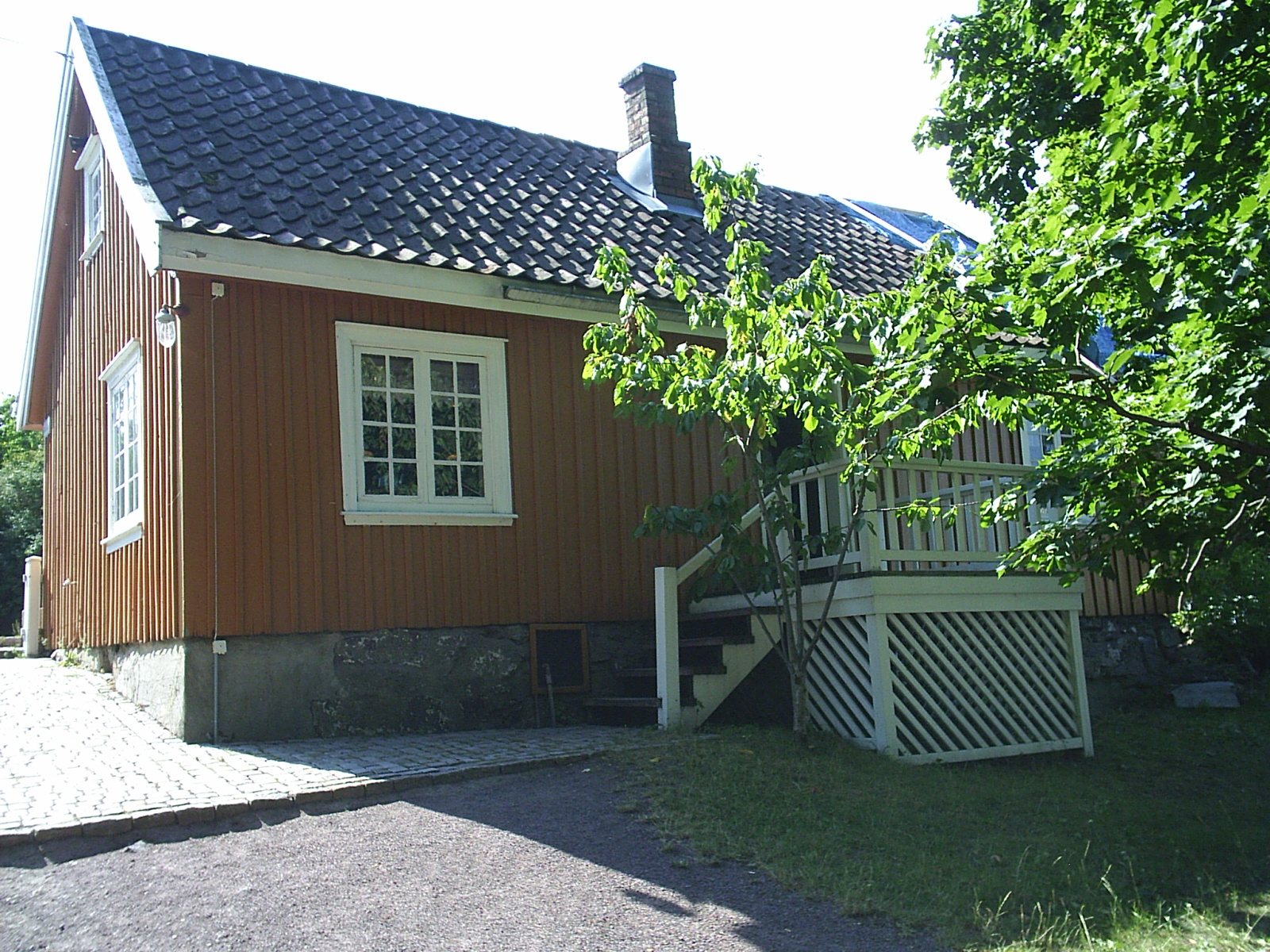
Edvard Munchs huis

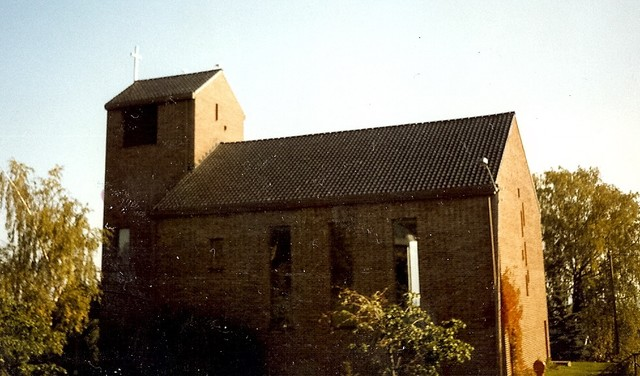
De kerk van Åsgårdstrand